# Пути России (симпозиум)
«Пути́ Росси́и» — ежегодный международный симпозиум. Проводится Московской высшей школой социальных и экономических наук (МВШСЭН) и междисциплинарным академическим центром социальных наук «Интерцентр» с декабря 1993 года. До 2003 года носила общее название «Куда идёт Россия?..». Место проведение — Москва, Академия народного хозяйства, МВШСЭН. Симпозиум объединяет российских и зарубежных учёных, занимающихся общественными науками а также общественных деятелей.

## История конференции
В первой половине 1990-х годов российская общественная наука находилась в кризисе. Марксистская парадигма не объясняла новых явлений, а для формирования новой методологии требовались огромные усилия и значительное время. Для содействия учёным, исследующим фундаментальные закономерности посткоммунистической трансформации России, на базе «Интерцентра», которым руководили Татьяна Заславская и Теодор Шанин, был организован регулярный международный междисциплинарный симпозиум. Многокомпонентный характер трансформационного процесса, тесная взаимосвязь перемен, происходивших в экономической, политической, правовой и социальной подсистемах общества определили формат конференции, организованной как диалог представителей различных общественных наук из России и зарубежных стран.

## Состоявшиеся конференции

### Куда идёт Россия? (1993—2003)
- I «Куда идёт Россия?.. Альтернативы общественного развития», 17—19 декабря 1993 г.

На конференции выступили: В. В. Иванов, Л. В. Никифоров, Григорий Ханин, А. Р. Белоусов, А. Наув, С. Л. Хавина, Ф.Хенсон, В. В. Попов, Игорь Бирман, Отто Лацис, Теодор Шанин, Ю. М. Голанд, В. Н. Дахин, В. В. Пастухов, Герман Дилигенский, М. А. Мунтян, В. В. Витюк, Андрей Здравомыслов, Е. Н. Стариков, А. Ю. Чепуренко, Алексис Берелович, В. В. Петухов, И. Ю. Истошин, Алексей Левинсон, Иосиф Дискин, В. П. Данилов, Вадим Радаев, Н. Е. Тихонова, Овсей Шкаратан, Н. С. Ершова, Эмиль Паин, В. Л. Каганский, Лев Гудков, Леокадия Дробижева, Владимир Мукомель, А. И. Гинзбург, Анатолий Вишневский, Юрий Левада, Борис Дубин, В. И. Борзенко, В. М. Шубкин, Тамаш Пал, Ю. Н. Давыдов, Владимир Магун, Михаил Гефтер, М. Л. Левин, Александр Ахиезер, А. В. Полетаев, Л. А. Гордон, Татьяна Заславская, Л. А. Арутюнян
- II «Куда идёт Россия?.. Альтернативы общественного развития», 15—18 декабря 1994 г.

На конференции выступили: Виктор Белкин, В. П. Стороженко, Виктор Переведенцев, Анатолий Вишневский, А. А. Голуб, Е. Б. Струкова, Жанна Зайончковская, Отто Лацис, В. Н. Шубкин, А. А. Блохин, А. Н. Клепач, Н. А. Карагодин, С. П. Аукуционек, Л. И. Якобсон, Ю. В. Белецкий, В. В. Попов, А. В. Бузгалин, О. В. Пчелинцев, П. В. Волобуев, В. А. Красильщиков, А. С. Бим, В. Н. Дахин, Владимир Магун, М. А. Можина, Лариса Зубова, Н. В. Ковалёва, А.Макколи, Людмила Хахулина, М.Тучек, Вадим Радаев, С. А. Сидоренко, Б. В. Головачёв, Лариса Косова, Е. А. Хибовская, З. В. Куприянова, Леонид Седов, В. Г. Хорос, Юрий Левада, Н. Е. Тихонова, Борис Дубин, С. Л. Матвеева, Х.Треппер, Даниил Дондурей, Александр Ахиезер, В. П. Данилов, Михаил Гефтер, В. А. Булгаков, У. Г. Розенберг, М.Ферретти, Мария Мэндрас, Л. А. Гордон, Н. М. Плискевич, А.Брумберг, С.Шенфилд, В. В. Журавлёв, В. Г. Чеботарёва, С. С. Савоскул, А. И. Гинзбург, В. Н. Шевченко, М.Озёрная, Наталья Римашевская, В. Л. Каганский, В. А. Тихонов, Л. А. Арутюнян, Теодор Шанин, В. Б. Пастухов, П. Г. Щедровицкий, А. А. Кара-Мурза, Борис Капустин, Олег Генисаретский, С. И. Кургинян, Александр Филиппов, В. Л. Цымбурский, С. Б. Чернышёв, С. Г. Кордонский, Татьяна Заславская.
- III «Куда идёт Россия?.. Социальная трансформация постсоветского пространства», 12—14 января 1996

На конференции выступили: Владимир Магун, Теодор Шанин, М. И. Левин, Андрей Здравомыслов, Анатолий Вишневский, Евгений Головаха, Г. М. Лыч, В. Л. Каганский, И. А. Горленко, Л. Г. Руденко, Н. П. Лебедь, Л. А. Арутюнян, С. В. Павленко, Б. Б. Родоман, Александр Филиппов, В. Н. Дахин, М. А. Мунтян, Л. А. Гордон, У. Э. Батлер, О. О. Сенатова, А. В. Рогожин, А. В. Якурин, И. В. Егоров, М. И. Левина, А. К. Романов, Леокадия Дробижева, Н. Э. Масанов, Г.Симон, А. Ф. Дашдамиров, С. М. Червонная, И. Г. Яковенко, В. Г. Чеботарёва, Валерий Тишков, Э. Н. Ожиганов, П. М. Иванов, Эмиль Паин, В. А. Барсамов, С. В. Лурье, Жан Тощенко, Н. Е. Тихонова, Н. М. Давыдова, Юрий Левада, Александр Ахиезер, Е. З. Майминас, С. А. Панарин, Лев Гудков, Борис Дубин, Наталия Панина, Олег Яницкий, О. С. Пчелинцев, Л. Н. Лыкова, С. Н. Хурсевич, В. А. Соколовский, Л. В. Никифоров, Т. Е. Кузнецова, А. В. Петриков, А. О. Блинов, Н. К. Фигуровская, В. Н. Кашин, Н. В. Морозова, О. М. Дерябина, Б. Ю. Шапиро, Е. Б. Моргунов, П. В. Каменченко, Т. В. Чубарова, В. М. Астапов, С. И. Колесников, Ю. А. Кустов, С. В. Алисиевич, В. А. Луков, С. И. Слепцова, Н. Р. Муратова, Р. М. Муратова, Валерий Виноградский, О. П. Фадеева, Илья Штейнберг, Е. М. Ковалёв, В. П. Данилов, Борис Капустин, А. А. Маилян, Татьяна Заславская.
- IV «Куда идёт Россия?.. Общее и особенное в современном развитии», 17—19 января 1997 г.

На конференции выступили: Марат Чешков, С. Г. Кара-Мурза, В. П. Данилов, Александр Ахиезер, Олег Яницкий, Л. В. Милов, Б. Б. Родоман, В. Л. Каганский, М. И. Левин, В. В. Журавлёв, М.Хаген, Татьяна Ворожейкина, Л. В. Поляков, Виктор Шейнис, Кирилл Холодковский, И. Б. Левин, Андрей Фадин, Т. А. Алексеева, В. Н. Дахин, А. К. Романов, М. И. Левина, У. Э. Батлер, Е. З. Майминас, Р. Н. Евстигнеев, Григорий Ханин, Вадим Радаев, Сергей Перегудов, Алексей Зудин, Т. П. Черемисина, Т. Я. Четвернина, Н. Е. Тихонова, Людмила Хахулина, С. А. Стивенсон, Б. Ю. Шапиро, М. В. Фирсов, А. В. Соловьёв, Герман Дилигенский, А. А. Кара-Мурза, Евгений Головаха, Борис Дубин, Алексей Левинсон, Лев Гудков, В. В. Волков, Л. М. Тимофеев, Л. А. Гордон, Б. М. Фирсов, В. А. Фёдоров, Жан Тощенко, Татьяна Заславская.
- V «Куда идёт Россия?.. Трансформация социальной сферы и социальная политика», 16—17 января 1998 г.

На конференции выступили: В. П. Гутник, Ю. А. Васильчук, Е. З. Майминас, В. Н. Дахин, А. К. Романов, М. И. Левина, Б. М. Фирсов, Н. И. Лапин, Олег Яницкий, Овсей Шкаратан, Иосиф Дискин, Алексей Зудин, Сергей Перегудов, Михаил Афанасьев, И. С. Семененко, А. И. Соловьёв, Р. Р. Максудов, М. Г. Флямер, Юрий Левада, Б. Б. Родоман, Д. Л. Константиновский, С.Сидоренко-Стивенсон, Н. Е. Тихонова, Г.Чаликова, Л. Н. Овчарова, Л. М. Прокофьева, Александр Никулин, Г. А. Родионова, Г. В. Шурховецкая, Алексей Левинсон, В. М. Чубаров, Вадим Радаев, Е. М. Авраамова, С. Ю. Барсукова, Т. П. Черемисина, В. Н. Баскаков, М. Е. Баскакова, Ю. П. Мелентьева, Теодор Шанин, Е. Г. Лунина, В. А. Фокин, Т.Сидоренкова, М. И. Либоракина, О. В. Самарина, Н. С. Григорьева, Д. М. Шанов, Е. Н. Ким, Е. И. Холостова, Татьяна Заславская.
- VI «Куда идёт Россия?.. Кризис институциональных систем: Век, десятилетие, год», 15—16 января 1999 г.

На конференции выступили: Теодор Шанин, В. П. Данилов, В. В. Шелохаев, В. М. Межуев, В. В. Журавлёв, А. П. Корелин, С. В. Тютюкин, В. В. Бабашкин, Е. З. Майминас, С. Г. Кирдина, А. В. Гордон, И. Е. Зеленин, О. В. Хлевнюн, Л. Г. Сенчакова, В. В. Кондрашин, Юрий Левада, Олег Яницкий, И. Н. Слепнёв, Г. В. Каменская, В. В. Лапкин, А. Н. Кулик, Кирилл Холодковский, Сергей Перегудов, В. Л. Тамбовцев, А. Е. Шаститко, Вадим Радаев, А. А. Яковлев, В. В. Волков, Л. К. Романов, С. И. Курганов, О. В. Гаман-Голутвина, С. Ю. Барсукова, А. Е. Чирикова, Е. Ю. Безрукова, П. В. Малиновский, М. Г. Флямер, Р. Р. Максудов, Г. Й. Чубарова, А. В. Соловьёв, Александр Никулин, Т. Л. Серикова, Д. Л. Константиновский, Б. М. Фирсов, Борис Дубин, М. И. Левина, А. Н. Качеров, А. Н. Клепач, А. Г. Глинчикова, Н. Е. Тихонова, Б. Б. Родоман, П. Г. Антипин, Татьяна Заславская.
- VII «Куда идёт Россия?.. Власть, общество, личность», 17—18 января 2000 года

На конференции выступили: В. П. Данилов, В. В. Шелохаев, А. В. Гордон, С. Ю. Тютюкин, А. П. Корелин, В. Т. Логинов, Рудольф Пихоя, В. М. Межуев, В. В. Журавлёв, В. Н. Дахин, В. В. Бабашкин, Н. Б. Баранова, И. Е. Кознова, В. В. Кондрашин, А. Я. Лившин, Андрей Здравомыслов, Юрий Левада, О. В. Гаман-Голутвина, Л. В. Поляков, Кирилл Холодковский, И. С. Семененко, Сергей Перегудов, Е. З. Майминас, А. И. Щербинин, Н. Г. Щербинина, Р. Г. Громова, Лариса Беляева, Овсей Шкаратан, Н. В. Сергеев, В. И. Ильин, О. Д. Куценко, Людмила Хахулина, Т. Ю. Косяева, Н. Н. Ивашиненко, А. А. Иудин, Т. Ю. Богомолова, В. С. Тапилина, П. В. Овсейко, А. Б. Соловьёв, Вадим Радаев, А. Н. Дёмин, Е. С. Балабанова, С. Ю. Барсукова, Е. Б. Моргунов, М. И. Левина, М. Ю. Горбунова, Владимир Ядов, С. С. Бабенко, М. А. Шабанова, Герман Дилигенский, Н. И. Лапин, Лев Гудков, Владимир Магун, Татьяна Заславская.
- VIII «Кто и куда стремится вести Россию?.. Акторы макро-, мезо- и микроуровней современного трансформационного процесса», 19—20 января 2001 г.

На конференции выступили: В. П. Данилов, В. Л. Степанов, В. Т. Логинов, В. В. Шелохаев, С. В. Тютюкин, А. В. Репников, В. В. Журавлёв, Г. Водолазов, Р. И. Капелюшников, Андрей Здравомыслов, Н. И. Лапин, П. О. Авен, Борис Кагарлицкий, Н. В. Борисова, Л. В. Поляков, Кирилл Холодковский, А. К. Романов, С. А. Пашин, М. И. Левина, Ю. В. Латов, Р. М. Нуреев, Сергей Перегудов, Яков Паппэ, Алексей Зудин, А. Е. Чирикова, И. Э. Мусаэлян, Ю. О. Сливницкий, И. Б. Гурков, Александр Никулин, О. Д. Куценко, Вадим Радаев, С. Ю. Барсукова, В. Я. Гельман, А. И. Щербинин, Юрий Левада, Лев Гудков, Борис Дубин, Владимир Ядов, М. А. Шабанова, Лариса Беляева, Е. С. Балабанова, А. Л. Темницкий, А. Н. Дёмин, Д. Л. Константиновский, Н. Е. Тихонова, Ольга Здравомыслова, И. И. Шурыгина, И. Б. Назарова, Татьяна Заславская.
- IX «Куда идёт Россия?.. Формальные институты и реальные практики», 18—19 января 2002 г.

На конференции выступили: Лев Гудков, Татьяна Ворожейкина, М. И. Левина, В. Н. Дахин, Виктор Шейнис, Кирилл Холодковский, Н. В. Борисова, Л. А. Фадеева, С. Н. Пшизова, Эмиль Паин, Вадим Радаев, В. В. Волков, Ю. В. Латов, Р. И. Капелюшников, М. А. Шабанова, А. Л. Темницкий, Элла Панеях, Л. Е. Бляхер, И. П. Попова, С. Ю. Барсукова, Г. А. Родионова, Илья Штейнберг, Борис Дубин, Влидимир Малахов, Л. А. Беляева, Д. Л. Константиновский, О. Я. Дымарская, А. В. Соловьёв, В. Р. Шмидт, Т. В. Чубарова, В. П. Данилов, А. В. Буганов, И. Н. Слепнёв, Теодор Шанин, В. В. Шелохаев, О. Г. Малышева, В. Т. Логинов, Е. Г. Гимпельсон, Ю. В. Аксютин, В. В. Журавлёв, Л. Н. Доброхотов, Рудольф Пихоя, Татьяна Заславская.
- X «Куда пришла Россия?.. Итоги социетальной трансформации», 16—18 января 2003 г.

На конференции выступили: Отто Лацис, Дмитрий Фурман, В. Н. Дахин, Ю. А. Красин, Виктор Шейнис, Мария Мендрас, А. Е. Чирикова, Татьяна Ворожейкина, Владимир Мау, А. Н. Клепач, Р. И. Капелюшников, И. Б. Левин, Теодор Шанин, Г. Н. Соколова, Татьяна Малева, Н. Е. Тихонова, Лариса Беляева, Е. Р. Ярская-Смирнова, А. А. Тёмкина, П. В. Романов, С. Г. Айвазова, Е. А. Здравомыслова, Л. Н. Овчарова, Алексей Левинсон, В. В. Бабашкин, Юрий Левада, Георгий Мирский, В. М. Воронков, Лев Гудков, Борис Дубин, В. В. Лапкин, В. И. Пантин, Владимир Малахов, Андрей Здравомыслов, О. Ю. Малинова, Леокадия Дробижева, Эмиль Паин, В. В. Амелин, Н. И. Лапин, С. А. Магарил, Сергей Перегудов, Д. Л. Константиновский, М. И. Левина, В. В. Лунеев, С. А. Пашин, Ю. В. Латов, Анатолий Вишневский, В. Т. Логинов, В. В. Журавлёв, А. В. Гордон, В. П. Данилов, Николай Косолапов, Марат Чешков, Николай Покровский, Олег Яницкий, Кирилл Холодковский, И. С. Семененко, Борис Грушин, Владимир Ядов, В. Л. Каганский, С. Г. Кирдина, М. А. Шабанова, Илья Штейнберг, А. В. Магун, Татьяна Заславская.

### Пути России (2004—2019)
- XI «Пути России: существующие ограничения и возможные варианты», 15—17 января 2004 г.
- XII «Пути России: двадцать лет перемен», 20—22 января 2005 г.
- XIII «Пути России: проблемы социального познания», 3—4 февраля 2006 г.
- XIV «Пути России: преемственность и прерывистость общественного развития России», 26—27 января 2007 г.
- XV «Пути России: культура-общество-человек», 25—26 января 2008 г.
- XVI «Пути России: современное интеллектуальное пространство: школы, направления, поколения», 23—24 января 2009 г.
- XX «Пути России: альтернативы общественного развития 2.0», 22—23 марта 2013 г.
- XXI «Пути России: новый старый порядок — вечное возвращение?», 21—22 марта 2014 г.
- XXII «Пути России: война и мир», 27—28 марта 2015 г.
- XXIII «Пути России: север — юг», 18—19 марта 2016 г.
- XXIV «Пути России: 1917—2017: сто лет перемен», 24—25 марта 2017 г.
- XXV «Пути России: границы политики», 30—31 марта 2018 г.
- XXVI «Пути России: народничество и популизм», 27—28 сентября 2019 г.

Подробнее о конференции «Пути России» можно прочитать на сайте Московской Высшей Школы Социальных и Экономических Наук (МВШСЭН).
На конференции выступили[когда?]: Татьяна Заславская, Теодор Шанин, Л. Тевено, Михаил Делягин, Д. Александров, Владимир Ядов, Лев Гудков, Виктор Вахштайн, Бессонова О., Гладарев Б., Божков О., Петренко Е., Градосельская Г., Петренко Е., Галицкая Е., Абрамов Р., Климов И., Климова С., И. М. Савельева, А. В. Полетаев, Репина Л., Юревич А., Дмитриев А., Сергеева И., Александр Филиппов, Баньковская С., Васильева Е., Юдин Г., Харламов Н., Анна Карпенко, Галина Зверева, Алексис Берелович, Борис Дубин, Илья Кукулин, Владимир Римский, Погорельский А., Иванов А., Чубаров И., Елена Пенская, Соловьёв С., Морозов А., Кузнецов В., Игорь Нарский, Уваров П., Романов А., Ульянова Л., Ватлин А., Янковская Г., Митрохин Н., Шнейдер К., Гордон А., Бордюгов Г., Степанов Б., Хмелевская Ю., Соколов Б., Волков В., Каплун В., Корбут А., Тягунова Т., Варшавер Е., Хархордин О., Александр Никулин, Виталий Куренной, Тимофей Дмитриев, Михайловский А., Дмитрий Рогозин, Татьяна Нефёдова и другие.